# 索賽克斯池塘布丁
索賽克斯池塘布丁（英語：Sussex Pond Pudding），又稱水井布丁（英語：Well Pudding）是英格蘭南部索塞克斯郡的傳統布丁。板油製成的酥皮包著奶油和糖，蒸或煮數小時。現代食譜常會把一整顆檸檬包入酥皮。這道菜首次出現在1672年Hannah Woolley出版的《The Queen-Like Closet》。
英國主廚Heston Blumenthal 曾在他的英國古早味復興運動中做過這道菜，但或許受到飲食意識抬頭的影響，這道濃郁油膩的布丁已經很少見了。
配醋栗的吃法在索賽克斯和肯特都很有名。 索賽克斯郡稱為「黑眼蘇珊（Blackeyed Susan）」。 肯特郡則稱為「肯特郡水井布丁（Kentish well pudding）」，Eliza Acton在19世紀出版的劃時代烹飪書《Modern Cookery for Private Families》也收錄了這道食譜。 在東索賽克斯郡比較多人用「水井布丁（Well pudding）」這個名稱。

## 製作
餡料在烹調時會產生濃稠含焦糖的醬汁，布丁上桌被切開時，焦糖內餡流出，在盤子裡形成一個「池塘」。如果包了檸檬，檸檬皮與檸檬內的汁液在奶油和糖中久煮，會產生類似柑橘果醬效果。
傳統的板油布丁食譜大都要求用牛板油製作酥皮，其實也可用植物酥油或冷奶油達到類似的效果。
皮薄、汁多沒打蠟的檸檬最適於製作這種布丁。

## 歷史

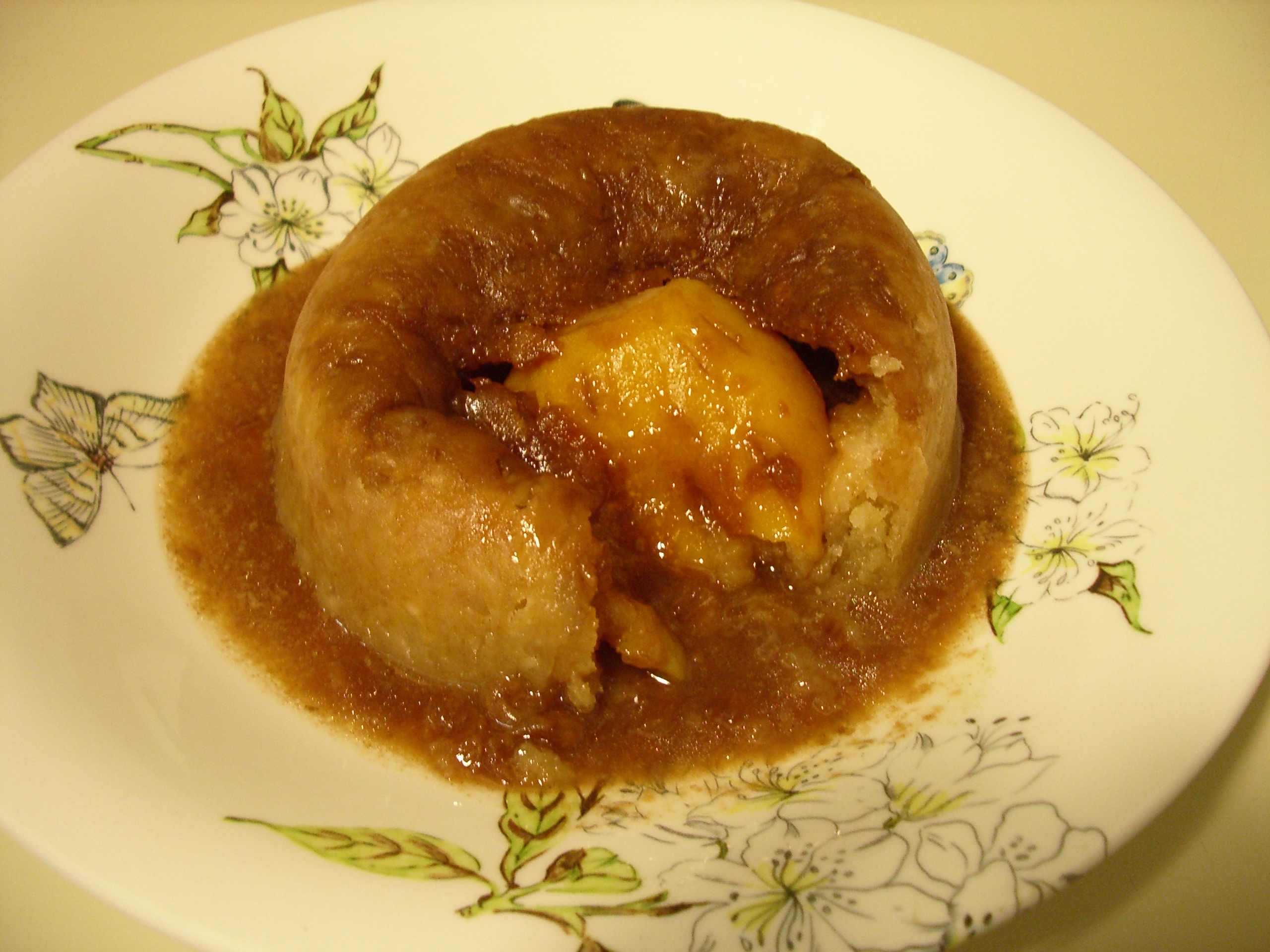
切過的索賽克斯池塘布丁

第一個紀錄索賽特郡池塘布丁食譜的是Hannah Woolley，1672年出版的《The Queen-Like Closet 》標題是「a Sussex pudding」，做法是將加蛋的酥皮，包住「一大塊奶油」。 Woolley建議只在煮完切開布丁後加糖和玫瑰水，再用刺蘗裝飾。
18世紀的店主兼日記作者Thomas Turner提到「奶油池塘布丁（butter pond pudding）」 ，抱怨這道菜實在加太多奶油了。 他也提到吃池塘布丁配醋栗。 顯示當時這道布丁還沒加入檸檬：跟Woolley的食譜一樣，時代更久遠的烹飪書籍和食譜也沒提過要用檸檬。 Florence White蒐集了一道池塘布丁食譜，收錄在1932年出版的《Good Things in England》，這食譜是H J Glover先生提供的：「1905年Westham村的老農婦用布包著煮熟(正確方法)給他吃」：
Make a good suet crust, put in some currants, and a little sugar.
Divide in two and roll each piece into a rather thick round.
Put into the middle of one round a ball of butter mixed with sugar, using the proportions of a 1/2 lb. butter to 1/4 lb. demerara sugar.
Gather up the edges of the crust, and enclose the butter ball securely by covering the join with the second round crust and pinching that up.
Put into a floured cloth, tie up rather tightly and boil 3 hours or more according to size.——Florence White
1939年記者兼傳記作家Reginald Pound描述「家鄉的索賽克斯池塘布丁」是「以麵皮、黑糖和奶油製成」，並未提到檸檬。 添加整顆檸檬的食譜第一次出現是Jane Grigson的《English Food (1974)》。 Grigson表示檸檬的苦可以增添風味，宣稱「沒有檸檬不如不要做這道布丁」。 
克拉麗莎·迪克森·萊特在《A History of English Food》一書將這種布丁形容為：「做這道菜要有點天份」，因為要削刮檸檬皮「才會夠味」。 

## 來源
- English Food, Jane Grigson,  Penguin Books Ltd, 1998 Edition
- English Puddings, Sweet and Savoury, Mary Norwak, Grub Street Publishing, 2004 Edition

## 外部連結
- Sussex Pond Pudding Recipe （页面存档备份，存于） by James Martin from the BBC.
- Ginger Sussex Pond Pudding Recipe （页面存档备份，存于） by Allegra McEvedy from The Guardian.